# Pat McAfee
Patrick Vincent McAfee (* 2. května 1987 v Pittsburghu, stát Pensylvánie) je bývalý hráč amerického fotbalu, který nastupoval celou kariéru na pozici Puntera za tým Indianapolis Colts v National Football League. Univerzitní fotbal hrál za West Virginia University, poté byl vybrán v sedmém kole Draftu NFL 2009 týmem Indianapolis Colts. Profesionální kariéru ukončil v únoru 2017.

## Univerzitní fotbal
Hned od začátku je McAfee jmenován startujícím kickerem a punterem na West Virginia University a v první sezóně promění 11 z osmnácti field gólů. Jeho nejvýraznější moment přichází v utkání proti University of Louisville, které končí ve třetím prodloužení 46:44. Ještě před koncem základní hrací doby McAfee úspěšně zahrává onside kick, který následně running back Steve Slaton promění v touchdown.
Předposlední sezónu otevírá McAfee neproměněným extra bodem proti Western Michigan University, čímž ukončuje svou sérii 106 za sebou jdoucích proměněných extra bodů. Sezónu zakončuje ve Fiesta Bowlu proměněním dvou field gólů ze čtyř pokusů (jeden Oklahoma zablokovala) a je zařazen do ESPN All-Bowl Teamu. Také se stává poprvé stává semifinalistou Lou Groza Award pro nejlepšího univerzitního kickera, členem Big East Special Teamu a je jmenován do druhého all-stars týmu konference Big East.
Poslední ročník na univerzitě otevírá vítězstvím 48:21 nad Villanova University, ve kterém zaznamená dva field góly (včetně osobního rekordu, 52 yardů), 6 extra bodů a 2 punty. O týden později proti Marshall University se proměněným field gólem stává rekordmanem univerzity v počtu nasbíraných bodů. Nejlepší výkon si schovává na 8. listopadu proti University of Cincinnati: jeho tým prohrává o 13 bodů a do konce zbývá minuta a jedenáct sekund. Během jedné minuty WVU toto manko sníží na tři body touchdownem, konverzí za tři body a safety. Odcházejí fanoušci domácích sprintují zpátky na svá místa, aby 18 sekund před koncem viděli McAfeeho úspěšně provést onside kick a následně proměnit 52 yardů dlouhý field gól. Sezónu končí s průměrem 44,7 yardu na jeden punt, vedením v konferenci Big East v počtu puntů do red zóny (23) a celkem získaných 2 639 yardů.

## Profesionální kariéra

### Draft NFL
Po ukončení docházky na WVU jsou McAfee se spoluhráči Patem Whitem a Ellisem Lanksterem pozváni na Senior Bowl 2009 do Alabamy, kde startuje jako kicker. Na 11. výročním State Farm College Football All-Star Challenge vítězí v soutěži "round the world".

### Indianapolis Colts
McAfee byl vybrán v sedmém kole Draftu NFL 2009 jako 222. hráč celkově týmem Indianapolis Colts. Smlouvu s ním Colts uzavřeli ještě před tréninkovým kempem, protože se v zúčastnil několika tréninků, ve kterých si vedl dobře a klub měl o jeho služby zájem. Od prvního zápasu sezóny 2009 se stává startujícím punterem a tuto pozici si drží dosud. 7. března 2014 McAfee oznámil, že s Colts podepsal novou pětiletou smlouvu.
McAfee byl jmenován AFC Special Teams hráčem měsíce v září 2014 za to, že vedl NFL v průměru delky puntů (45,6 yardu) a za dva úspěšné touchbacky během kickoffů. V 6. týdnu provedl třetí úspěšný onside kick sezóny poté, co míč sám získal. Za tyto výkony byl 23. prosince 2014 poprvé v kariéře vybrán do Pro Bowlu, a 2. ledna 2015 do prvního All-Pro týmu na pozici Puntera.

### Statistiky

#### Základní část
| Sezóna | Tým                | Punty  | Punty | Punty  | Punty       | Punty | Punty | Punty      | Punty | Punty | Punty | Punty | Punty | Punty | Punty | Punty | Punty |
| Sezóna | Tým                | Zápasy | Punty | Yardy  | Čisté yardy | Nejd  | Prům  | Čistý prům | Bloky | OOB   | Dn    | Do 20 | TB    | FC    | Ret   | RetY  | TD    |
| ------ | ------------------ | ------ | ----- | ------ | ----------- | ----- | ----- | ---------- | ----- | ----- | ----- | ----- | ----- | ----- | ----- | ----- | ----- |
| 2009   | Indianapolis Colts | 16     | 64    | 2,837  | 2,416       | 60    | 44.3  | 37.8       | 0     | 0     | 7     | 21    | 6     | 15    | 36    | 301   | 0     |
| 2010   | Indianapolis Colts | 15     | 65    | 2,731  | 2,302       | 66    | 42.0  | 35.4       | 0     | 3     | 8     | 21    | 7     | 22    | 25    | 289   | 1     |
| 2011   | Indianapolis Colts | 16     | 88    | 4,098  | 3,488       | 64    | 46.6  | 39.2       | 1     | 8     | 11    | 21    | 3     | 18    | 48    | 550   | 1     |
| 2012   | Indianapolis Colts | 16     | 73    | 3,520  | 2,985       | 64    | 48.2  | 40.3       | 1     | 10    | 9     | 26    | 8     | 14    | 32    | 375   | 1     |
| 2013   | Indianapolis Colts | 16     | 76    | 3,499  | 2,963       | 65    | 46.0  | 38.5       | 1     | 8     | 15    | 27    | 7     | 17    | 29    | 396   | 1     |
| 2014   | Indianapolis Colts | 16     | 69    | 3,221  | 2,956       | 61    | 46.7  | 42.8       | 0     | 7     | 5     | 30    | 3     | 19    | 35    | 205   | 0     |
| 2015   | Indianapolis Colts | 16     | 85    | 4,052  | 3,546       | 63    | 47.7  | 41.7       | 0     | 7     | 13    | 28    | 6     | 23    | 36    | 386   | 3     |
| 2016   | Indianapolis Colts | 16     | 55    | 2,711  | 2,392       | 74    | 49.3  | 42.7       | 1     | 7     | 5     | 19    | 9     | 17    | 17    | 139   | 0     |
| Celkem | Celkem             | 127    | 575   | 26,669 | 23,048      | 74    | 46.4  | 40.1       | 4     | 50    | 73    | 193   | 49    | 145   | 258   | 2,641 | 7     |

#### Play-off
| Sezóna | Tým                | Punty  | Punty | Punty | Punty       | Punty | Punty | Punty      | Punty | Punty | Punty | Punty | Punty | Punty | Punty | Punty | Punty |
| Sezóna | Tým                | Zápasy | Punty | Yardy | Čisté yardy | Nejd  | Prům  | Čistý prům | Bloky | OOB   | Dn    | Do 20 | TB    | FC    | Ret   | RetY  | TD    |
| ------ | ------------------ | ------ | ----- | ----- | ----------- | ----- | ----- | ---------- | ----- | ----- | ----- | ----- | ----- | ----- | ----- | ----- | ----- |
| 2009   | Indianapolis Colts | 3      | 12    | 550   | 514         | 56    | 45.8  | 42.8       | 0     | 0     | 0     | 3     | 1     | 7     | 4     | 16    | 0     |
| 2010   | Indianapolis Colts | 1      | 4     | 153   | 138         | 46    | 38.3  | 34.5       | 0     | 0     | 1     | 1     | 0     | 2     | 1     | 15    | 0     |
| 2012   | Indianapolis Colts | 1      | 4     | 194   | 137         | 53    | 48.5  | 34.3       | 0     | 0     | 0     | 0     | 0     | 0     | 4     | 57    | 0     |
| 2013   | Indianapolis Colts | 2      | 6     | 310   | 268         | 58    | 51.7  | 44.7       | 0     | 0     | 0     | 0     | 0     | 0     | 6     | 42    | 0     |
| 2014   | Indianapolis Colts | 2      | 8     | 375   | 296         | 68    | 46.9  | 37.0       | 0     | 1     | 1     | 1     | 3     | 0     | 3     | 19    | 0     |
|        | Celkem             | 9      | 34    | 1,582 | 1,350       | 68    | 46.2  | 38.7       | 0     | 1     | 2     | 5     | 4     | 9     | 18    | 149   | 0     |

## Kontroverze
20. října 2010 byl McAfee zatčen a obviněn z pití alkoholu na veřejnosti. Policejní hlídka ho našla částečně svlečeného a mokrého v 5:15 ráno, když předtím plaval v kanálu Broad Ripple v Indianapolisu poblíž oblíbené oblasti plné nočních klubů. Rozbor krve stanovil hodnotu alkoholu v krvi na 0,15 promile.
Prezident Colts Bill Polian následně vydal prohlášení:
"Jsme si vědomi toho, že Pat McAfee byl dnes ráno zatčen a obviněn z opilosti na veřejnosti. Stále shromažďujeme všechna fakta a až bude tento úkol dokončen, budeme se okamžitě zabývat disciplinárními postihy. Dokud neskončí tento proces, nebudeme poskytovat žádné další komentáře."
Colts později jako trest vyřadili McAfeeho na jeden soutěžní zápas ze sestavy.
Po dvoutýdenním zatčení McAfee vyjádřil omluvu za své chování: "Samozřejmě, že jsem udělal hloupé rozhodnutí v noci, kdy se věci vymkly kontrole. Nikdy už nechci svůj tým nebo svou rodinu znovu uvést do stejně trapné situace." Od zatčení v říjnu 2010 nemá McAfee žádné problémy se zákonem.

## Filantropie

### Nadace Pata McAfeeho
Nadace Pata McAfeeho je nezisková organizace, jejímž účelem je poskytování pomoci pro syny a dcery vojenského personálu. Pat úzce spolupracoval se svým otcem Timem na založení nadace.

### Vystoupení
V listopadu 2011 McAfee připojil svůj podpis ve prospěch "Locks of Love", organizace poskytující paruky pro děti, které trpí dlouhodobou nemocí a jsou finančně znevýhodněny. Kromě toho pravidelně vystupuje pro různé další dobročinné organizace.

## Média
Pat McAfee je nadšený uživatel sociální sítě Twitter. Vytvořil okolo sebe okruh převážně mladých fanoušků, své stránky pravidelně aktualizuje a čile komunikuje s ostatními uživateli na Twitteru. Jeho webové stránky, patmcafeeshow.com, jsou dalším centrem akcí a lze je využít k jeho kontaktování .